# Musique à grande vitesse
Musique à grande vitesse, appelée plus communément MGV, est une œuvre musicale pour orchestre symphonique du compositeur anglais Michael Nyman datant de 1993.

## Historique
Musique à grande vitesse a été commandée par le Festival de Lille pour l'inauguration du TGV Nord-européen ligne Paris-Lille,. Elle a été créée en première mondiale par le Michael Nyman's Group et l'Orchestre national de Lille dirigé par Jean-Claude Casadesus, le 26 septembre 1993 lors des festivités de l'inauguration commerciale de la ligne. Un concert incluant cette œuvre fut également donné le 8 juin 2007 devant la gare de Metz par le Michael Nyman Band lors cette fois des festivités d'inauguration de la ligne TGV Est.
Le chorégraphe britannique Christopher Wheeldon a composé en 2006 un ballet pour 26 danseurs du Royal Opera House, intitulé Danse à grande vitesse (en français dans le texte), sur cette œuvre,. Par ailleurs, la musique du générique de l'émission Concordance des temps de Jean-Noël Jeanneney de France Culture est un extrait du premier mouvement de Musique à grande vitesse.

## Structure
MGV est structurée en cinq mouvements :
1. MGV First Region – 5 min
2. MGV Second Region – 4 min
3. MGV Third Region - 8 min 20 s
4. MGV Fourth Region - 3 min 50 s
5. MGV Fifth Region - 5 min 20 s

Les thèmes et la structure de cette œuvre, associée au mouvement de la musique minimaliste, sont inspirés par les « sensations liées au déplacement ferroviaire ».

## Discographie
- Musique à grande vitesse & the Piano Concerto par le Michael Nyman Band et le Royal Liverpool Philharmonic Orchestra, Warner Records, 2008.